# Cleveland (Alabama)
Cleveland – miasto w Stanach Zjednoczonych, w stanie Alabama, w hrabstwie Blount. W roku 2023 miasto zamieszkiwały 1252 osoby, a gęstość zaludnienia wynosiła 69,9 osoby/km².